# Matalajärvi (sjö i Finland, Lappland, lat 69,02, long 28,56)
Matalajärvi är en sjö i Finland. Den ligger i kommunen Enare i landskapet Lappland, i den norra delen av landet, 1 000 km norr om huvudstaden Helsingfors. Matalajärvi ligger 127,7 meter över havet. Arean är 92,7 hektar och strandlinjen är 5,64 kilometer lång. Sjön  ingår i Pasvik älvs huvudavrinningsområde.   Den ligger vid sjön Kessijärvi. 
I övrigt finns följande vid Matalajärvi:
- Kuivaslompola (en sjö)